# Bridgit Mendler
Bridgit Claire Mendler (ur. 18 grudnia 1992) – amerykańska aktorka i piosenkarka.
Karierę rozpoczęła w 2006 roku. Znana z roli Teddy Duncan w sitcomie Good Luck, Charlie (pol. Powodzenia Charlie), emitowanym przez Disney Channel. Wystąpiła gościnnie w serialu Czarodzieje z Waverly Place jako Julia Van Heusen – dziewczyna Justina Russo. Pojawiła się również w jednym z epizodów Jonas. Wystąpiła w produkcji Disneya Lemonade Mouth (pol. Lemoniada Gada).

## Życiorys
Bridgit urodziła się w Waszyngtonie, skąd w wieku ośmiu lat, wraz z rodziną, przeniosła się do Mill Valley w Kalifornii. Tam też po raz pierwszy wyraziła zainteresowanie i chęć zostania artystką – aktorką, piosenkarką.
Mając niespełna 12 lat otrzymała pierwszą rolę. Dwa lata później podpisała pierwszy kontrakt. Coraz czynniej udzielała się na scenie Los Angeles, co zaowocowało kilkoma małymi występami młodej piosenkarki oraz pierwszą rolą – w operze mydlanej operze Szpital miejski.
W 2008 Mendler zagrała rolę Kristen Gregory w filmie Elita. W 2009 grała Penny – miłość Nicka Jonasa, w premierowym odcinku serialu Jonas. W tym samym roku, u boku Lindsay Lohan zagrała w filmie Prawo ciążenia.
Artystka ma również na swoim koncie siedem gościnnych epizodów w Czarodziejach z Waverly Place, gdzie wcieliła się w rolę Julii Van Heusen, wampirzycy, w której zakochuje się Justin Russo (David Henrie). Gra jedną z głównych ról w serialu Powodzenia, Charlie!. W jej filmografii znajdziemy też informacje o występach w filmach: Dzieciaki z High School Musical (jako Pamela Jones) oraz Alvin i wiewiórki (jako Becca Kingston).
Bridgit Mendler jako piosenkarka nagrała kilka utworów dla stacji Disney Channel. Najbardziej znany jest ˌˌHang In There Babyˈˈ – intro do Powodzenia, Charlie!. Udzieliła również swojego głosu do nagrania coveru piosenki ˌˌWhen She Loved Meˈˈ (Toy Story 2), który trafił na płytę Disneymania 7. Również jej autorstwa jest piosenka do filmu Dzwoneczek i uczynne wróżki, zatytułowana ˌˌHow to Believeˈˈ. Można także posłuchać piosenki ˌˌThis is my Paradiseˈˈ, którą nagrała do filmu Cziłała z Beverly Hills 2. W 2011 roku nagrała piosenkę ˌˌI’m gonna run to youˈˈ promującą film Powodzenia, Charlie: Szerokiej drogi.
W 2012 roku zaczęła pracę nad swoją debiutancką płytą Hello My Name Is, która ukazał się w tym samym roku – 22 października. Pierwszym singlem promującym tę płytę jest „Ready or Not”, który miał swoją premierę 3 sierpnia 2012 roku, a 10 sierpnia pojawił się oficjalny teledysk. Drugim singlem zostało „Hurricane”.
Dnia 25 sierpnia 2016 roku wydała pierwszy singiel „Atlantis” zapowiadający jej minialbum pt. Nemesis. Drugim singlem został utwór „Do you miss me at all”, którego premiera odbyła się 3 listopada. 

## Filmografia
| Role główne   | Role główne                          | Role główne          | Role główne                                              |
| Rok           | Tytuł                                | Rola                 | Uwagi                                                    |
| ------------- | ------------------------------------ | -------------------- | -------------------------------------------------------- |
| 2019          | Obłędnych Świąt                      | Emmy Quinn           | główna rola                                              |
| 2013          | Violetta                             | ona sama             |                                                          |
| 2011          | Disney’s Friends for Change Games    | ona sama             | kapitan drużyny żółtych                                  |
| 2011          | Powodzenia, Charlie: Szerokiej drogi | Teddy Duncan         | główna rola                                              |
| 2011          | Lemoniada Gada                       | Olivia               | główna rola                                              |
| od 2010       | Powodzenia, Charlie!                 | Teddy Duncan         | główna rola                                              |
| 2009          | Prawo ciążenia                       | Emma                 | rola drugoplanowa                                        |
| 2009          | Alvin i wiewiórki 2                  | Becca Kingston       | mała rola                                                |
| 2008          | Elita                                | Kristen Gregory      |                                                          |
| 2007          | Dzieciaki z High School Musical      | Pamela Jones         | rola drugoplanowa                                        |
| Role gościnne |                                      |                      |                                                          |
| Rok           | Tytuł                                | Rola                 | Uwagi                                                    |
| 2012          | Dr House                             | Callie/Jane Doe      | odcinek Runaways (sezon 8)                               |
| 2011          | Z innej beczki                       | ona sama             | odcinek Lemoniada gada Produkcja Disney Channel          |
| 2009–2012     | Czarodzieje z Waverly Place          | Juliet Van Heusen    | 10 odcinków Produkcja Disney Channel                     |
| 2009          | Jonas                                | Penny                | Wrong Song (odcinek 1, sezon 1) Produkcja Disney Channel |
| 2006          | Szpital miejski                      | wymarzona córka Lulu |                                                          |

## Dyskografia
Ścieżki dźwiękowe
- 2010: Jonas
- 2010: Disneymania 7
- 2011: Lemoniada Gada
- 2012: Hello My Name Is
- 2016: Nemesis (EP)

Piosenki
- 2009: Hang in there baby
- 2010: This is my paradise
- 2010: How to Believe
- 2010: When She Loved Me
- 2011: Somebody
- 2011: We Can Change the World
- 2011: I’m Gonna Run To You
- 2012: Ready or Not
- 2012: Hurricane
- 2012: Forgot to Laugh
- 2012: 5:15
- 2012: All I See Is Gold
- 2012: City Lights
- 2012: Blonde
- 2012: Hold On for Dear Love
- 2012: Love Will Tell Us Where to Go
- 2012: The Fall Song
- 2012: Rocks at My Window
- 2012: Top of the World
- 2012: You're Something Beautiful
- 2012: Postcard
- 2012: Quicksand
- 2016: Atlantis
- 2016: Library
- 2016: Do you miss me at all
- 2016: Snap my fingers